# Smash Hits (revista)
Smash Hits (estilizada como SMASH HITS) foi uma revista mensal inglesa de entretenimento, especializada em música. Situada em Londres, na Inglaterra, pertenceu à East Midland Allied Press, tendo sua primeira edição publicada em 1 de setembro de 1978 e a última editada em 13 de fevereiro de 2006. Em 1988, o periódico divulgou a capa mais vendida de sua história, com Kylie Minogue e Jason Donovan em destaque, chegando a comercializar 1 milhão de exemplares. Em 2016, o jornal britânico Metro se referiu à ela como "a melhor revista sobre música de todos os tempos". Ao longo de sua existência foi reconhecida por premiar os melhores e piores artistas e trabalhos divulgados no ano em uma votação aberta ao público através da Smash Hits Poll Winners Party.